# Tárnoki szék
A tárnoki szék a tárnokmester által vezetett felsőbb bíróság volt a középkor végén és az újkor elején Magyarországon. A szabad királyi városok egy köre, az ún. tárnoki városok fellebbezhettek hozzá polgári ügyekben.
A 15. században a tárnoki városok körét Buda, Pozsony, Nagyszombat, Sopron, Kassa, Eperjes és Bártfa alkotta. Még Mohács előtt csatlakozott hozzájuk Pest, majd számuk tovább nőtt különösen a 16-17. században. 1848-ban 28-an voltak.
A szék Buda szokásjoga alapján ítélkezett, s kezdettől fogva voltak polgári származású bírái is, a 15. század végétől pedig kizárólag polgári származású ülnökei voltak.